# Кливлендский музей естественной истории

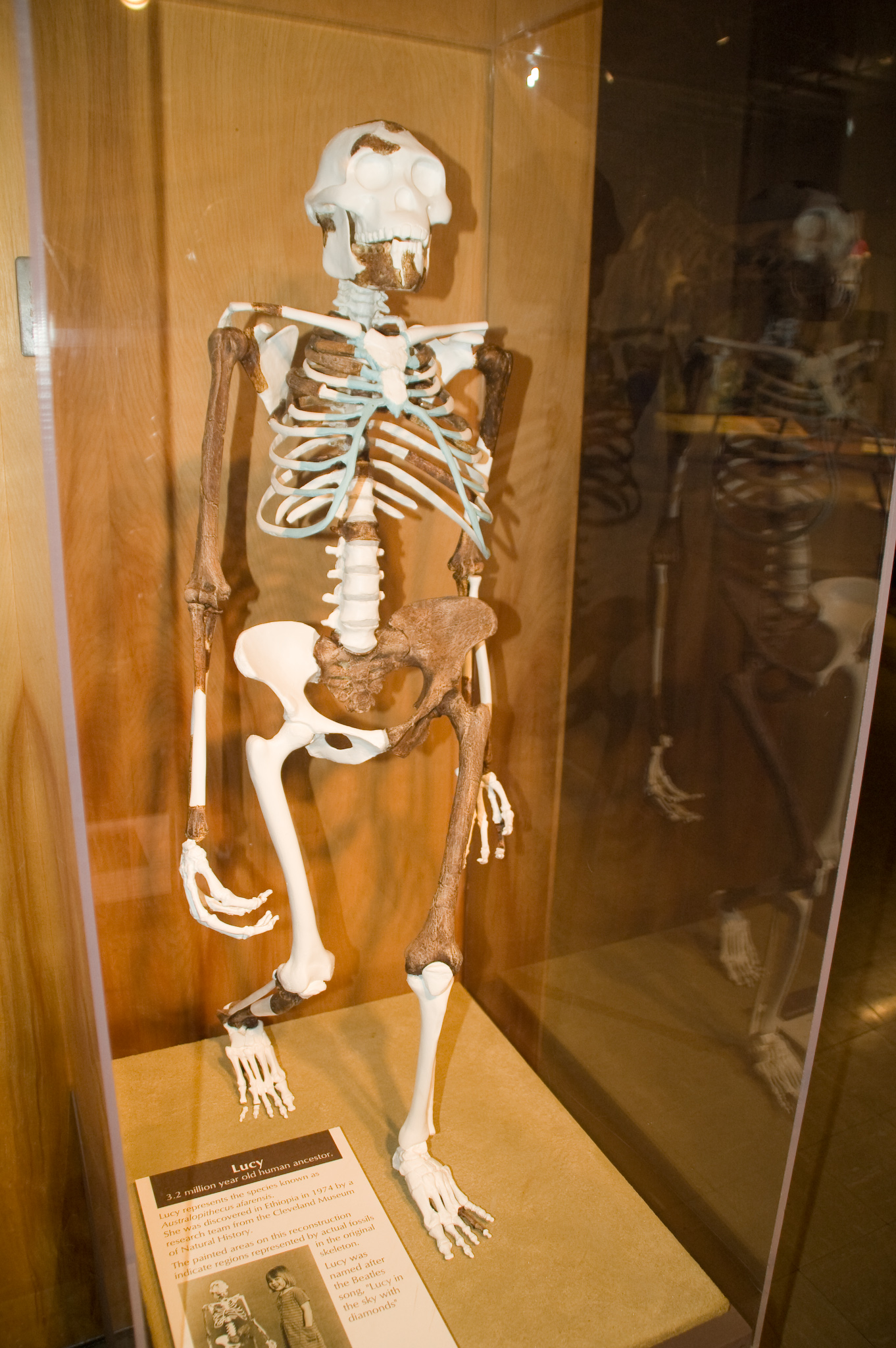
Австралопитек Люси (копия)

Кливлендский музей естественной истории (англ. Cleveland Museum of Natural History) — находится в 8 км к востоку от центра города Кливленд, Огайо в Университетском округе, где расположена большая часть учебных, научно-исследовательских и медицинских учреждений города.

## История
Музей был основан Сайрусом Итоном в 1920 году как научно-исследовательское учреждение для сбора и хранения коллекций по антропологии, археологии, астрономии, ботанике, геологии, палеонтологии, флоре и фауне, биологии и зоологии.
Куратор музея, Дональд Джохансон, известен как первооткрыватель австралопитека «Люси». В настоящее время куратором отдела физической антропологии является Йоханнес Хайле-Селассие.
В 2002 году у входа в музей сооружён новый Планетарий имени Фанни Шафран, где изображены планеты Солнечной системы и представлены исторические астрономические приборы, такие как компасы и астролябии.
Коллекция музея включает более 4 млн экспонатов, в том числе полномасштабную модель стегозавра — любимое зрелище для детей, а также антропологическую коллекцию Хаманна-Тодда из более 3100 человеческих скелетов и 900 скелетов приматов.
Музей открыт ежедневно с 10:00 до 17:00.